# Juan de Lángara
Pour les articles homonymes, voir Lángara.
Juan de Lángara, né en 1736 à La Corogne et mort le 18 janvier 1806 à Madrid, est un amiral espagnol. Il combat pendant la guerre d'indépendance des États-Unis et les guerres de la Révolution française puis est ministre de la marine du roi Charles IV d'Espagne.